# 高瑞科
高瑞科（1943年1月—2024年6月27日），男，山西平定人，中华人民共和国政治人物，曾任湖北省计划委员会副主任、主任，湖北省人民政府副省长，湖北省人大常委会副主任。